# Levuri selecționate
Fermentația spontană este realizată de levurile neselecționate, numite indigene. Ele provin din struguri, de pe materialul sau din aerul din cramă. Ele sunt așa numitele levuri de terroir, care dau tipicitatea unui vin. 
Riscul de a obține arome dezagreabile- de „redus”, de etanal etc- este mult mai mare în cazul levurilor indigene, decât în cazul levurilor selecționate. Fermentația în levuri indigene este mai lenta și exista posibiliatea apariției altor tipuri de levuri care nu sunt întotdeauna Saccharomyces cerevisiae, ceea ce poate duce la deviații organoleptice. 
Exista peste 200 de tipuri de levuri selectionate, alese în funcție de: momentul levurarii, natura soiului sau culoarea mustului, stilul de vin căutat, temperatura de fermentație, rezistența la alcool sau la zahăr.